# Clara do ovo

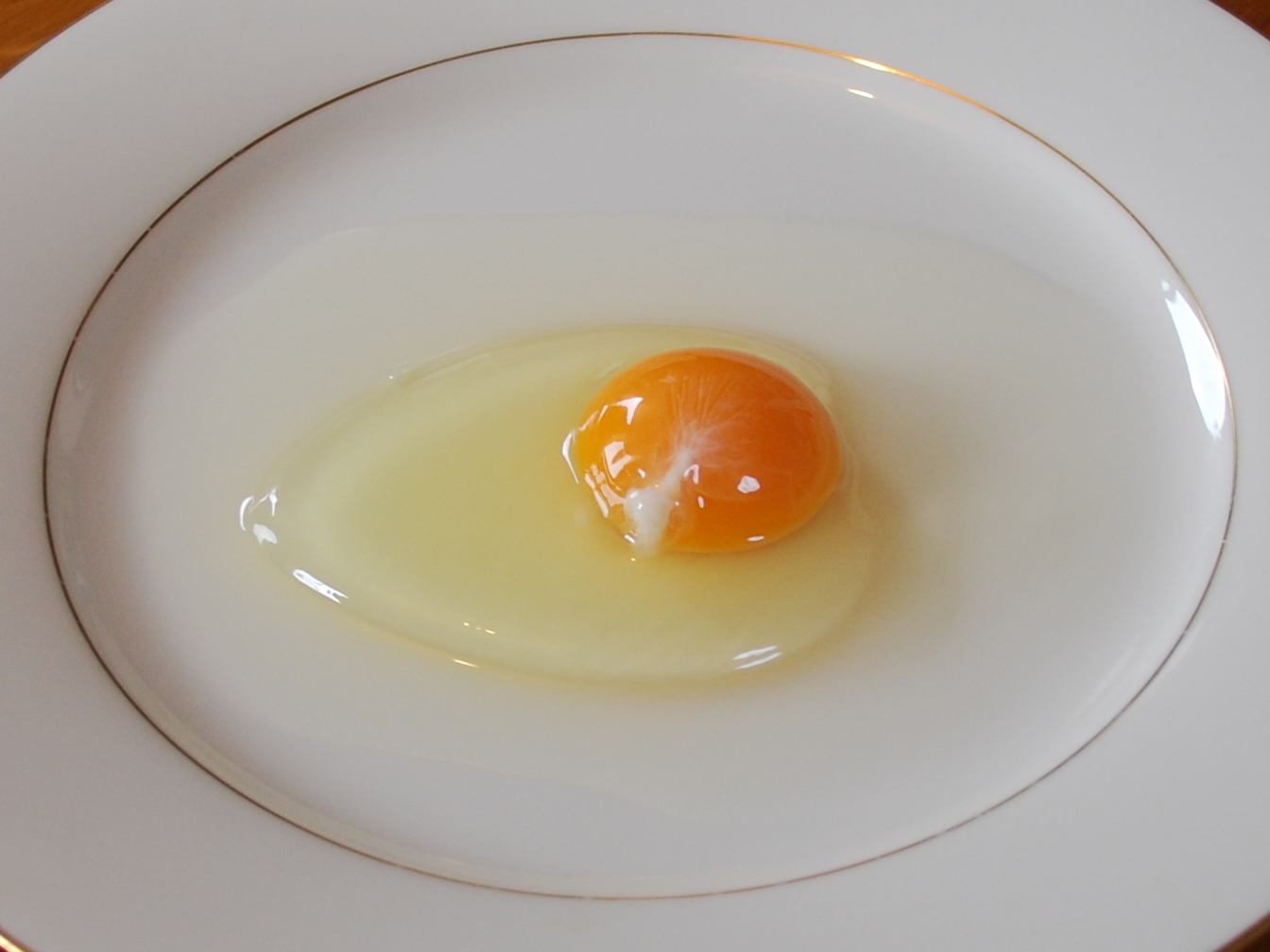
Clara de ovo circundando a gema

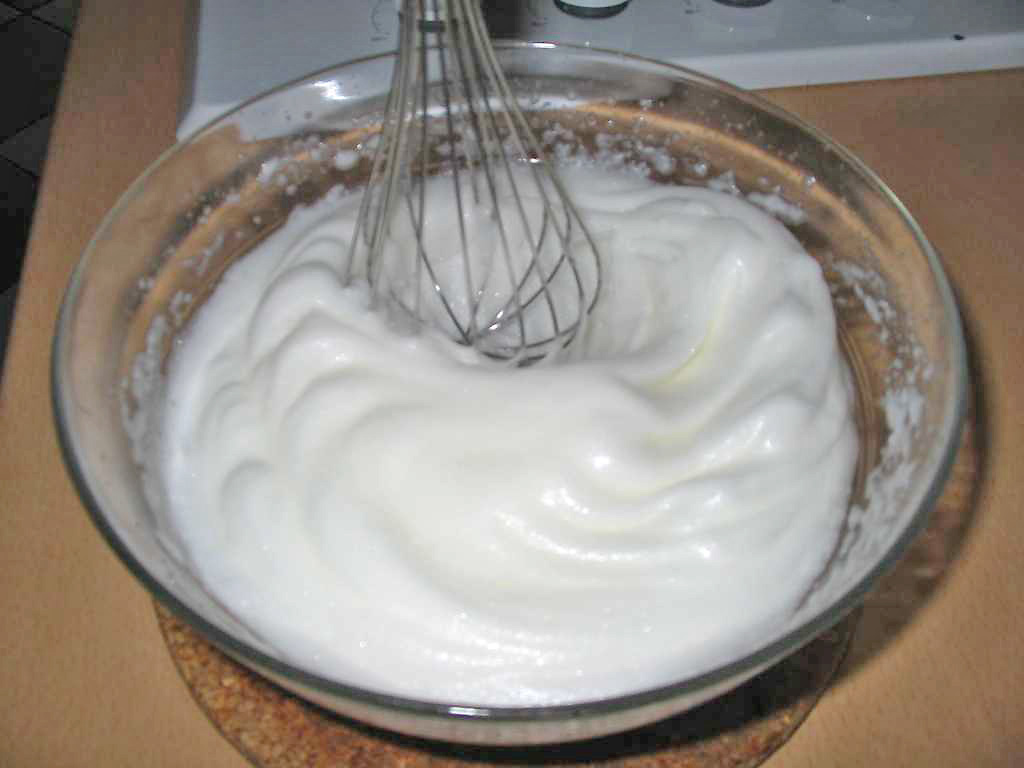
Claras em neve

Clara de ovo ou albúmen é a parte transparente da célula de ovo, que circunda a gema e é formada predominantemente por água e pela proteína albumina. Com o calor, a albumina sofre desnaturação e coagula.
A clara de ovo possui um núcleo triplóide que muitas vezes acumula reservas nutritivas, utilizadas pelo embrião durante seu desenvolvimento. Com o desenvolvimento do embrião, os tecidos do óvulo tornam-se desidratados, e os envoltórios do óvulo, impermeáveis.